# 黃滔 (詩人)
黃滔（？—911年），字文江，泉州莆田縣人，晚唐五代詩人。

## 生平
他的五世祖是桂州刺史黃岸，從祖堂兄是進士黃璞。唐昭宗乾寧二年（895年）進士。光化中期任四門博士，但不久就棄官回鄉。天復元年（901年），他被王審知徵辟，建議推行減賦稅、輕徭役等一系列的施政，使閩中的政局漸趨穩定。他又建議王審知“寧為開門節度使，不為閉門天子”，當時的著名文士如李珣、韓偓、王滌、崔道融、趙觀文等亦慕名前來投靠王審知。後來官至監察御史里行，充任威武軍節度推官。黃滔擅詩能文，被後世譽為“閩中文章初祖”。當時閩中所為碑碣，多出自其手。他又把唐朝一代福建詩人的詩歌，編集成《泉山秀句》30卷。清初《四庫全書》收《黃御史集》10卷，附錄1卷。《四库全书总目提要》评价说：“王审知据有全闽，而终守臣节，滔匡正之力为多。”